# Saint-Bonnet-sur-Gironde
Saint-Bonnet-sur-Gironde – miejscowość i gmina we Francji, w regionie Nowa Akwitania, w departamencie Charente-Maritime. Nazwa miejscowości pochodzi od imienia św. Boneta.
Według danych na rok 1990 gminę zamieszkiwało 819 osób, a gęstość zaludnienia wynosiła 27 osób/km² (wśród 1467 gmin regionu Poitou-Charentes Saint-Bonnet-sur-Gironde plasuje się na 376. miejscu pod względem liczby ludności, natomiast pod względem powierzchni na miejscu 163.).